# Ксюр
Ксюр (фр. Xures) — коммуна во французском департаменте Мёрт и Мозель региона Лотарингия. Относится к  кантону Арракур.

## Географическое положение
Ксюр расположен в 35 км к востоку от Нанси. Соседние коммуны:  Монкур на севере, Оммере на северо-востоке, Вокур на юго-востоке, Муакур и Парруа на западе, Куанкур на северо-западе.

## История
- На территории коммуны находятся следы галло-романской культуры и эпохи Меровингов.
- До 1870 года Ксюр входил в кантон Вик-сюр-Сей департамента Мозель. Однако, после Франкфуртского мира, когда многие коммуны кантона отошли к Германии, вошёл во вновь образованный кантон Арракур из 8 коммун, оставшихся по договору за Францией.
- Ксюр был разрушен в 1914 году во время Первой мировой войны.
- Во время Второй мировой войны все 115 жителей коммуны были депортированы в Германию в Ганновер. Из них 25 человек, главным образом дети, погибли в плену. Вернувшиеся жители, репатриированные Красным крестом, обнаружили деревню полностью уничтоженной. С тех пор 18 октября в деревне служат ежегодную мессу и отмечают день памяти.
- В 1973-1987 годах Ксюр был присоединён к Парруа вместе с соседними коммунами Куанкур и Муакур.

## Демография
Население коммуны на 2010 год составляло 126 человек.
| 1962 | 1968 | 1975 | 1982 | 1990 | 1999 | 2010 |
| ---- | ---- | ---- | ---- | ---- | ---- | ---- |
| 166  | 173  | 127  | 114  | 104  | 122  | 126  |